# Provincia de Phayao
Phayao (en tailandés: พะเยา) es una de las 76 provincias (changwat) que forman el Reino de Tailandia, siendo una de las provincias más al norte. Limita con las provincias de, Nan al este, Phrae al sur, Lampang al suroeste, Chiang Rai al norte y al noreste con Laos.

## Geografía
En Phayao está el lago Phayao (Kwan Phayao), en el valle del Río Ing. Tres montañas rodean el valle, la Doi Luang (1697 m s. n. m.), Doi Khun Mae Fat (1550 m s. n. m.) y Doi Khun Mae Tam (1330 m s. n. m.).

## Historia
Phayao en su fundación en 1096 era un pequeño reino ciudad-estado. En el siglo XIII adquirió mucha importancia, y en 1338 un rey de Lanna capturó Phayao y lo hizo parte del reino. Durante el gobierno birmano de Lanna Phayao quedó abandonado y en 1897 se volvió parte de Chiang Rai. El 28 de agosto de 1977 se separó de Chiang Rai y se volvió una provincia autónoma.

## Símbolos
El sello provincial muestra a Buda, representando a la famosa imagen de Buda en el templo Wat Si Khom Kham llamada Phra Chao Ton Luang. Detrás de él hay siete llamas que muestran la gloria de Buda. Frente a él hay dos espigas de arroz.
El árbol provincial es el Mammea siamensis.

## Administración
La provincia está dividida en 9 distritos (Amphoe). Estos están a su vez subdivididos en 68 subdistritos (tambon) y 632 villas (muban).
| 1. Mueang Phayao 2. Chun 3. Chiang Kham 4. Chiang Muan 5. Dok Khamtai | 1. Pong 2. Mae Chai 3. Phu Sang 4. Phu Kamyao |